# برادران کولیر
برادران کولیر (انگلیسی: Collyer brothers)، دو برادر هم‌نیای اهل منهتن، نیویورک بودند که به دلیل نحوه زندگی، مردم‌گریزی و علاقه‌شان به جمع‌آوری خِرت وپِرت و زباله‌جمع‌کنی مشهور شده بودند. هر دو برادر در سال ۱۹۴۷ در خانه‌شان در تقاطع خیابان خیابان پنجم و ۱۲۸ام که از پدر و مادرشان برایشان به ارث رسیده‌بود، درگذشتند.
لَنگلی و هومر فرزندان یک خانواده‌ی نسبتاً ثروتمند بودند. لَنگلی، پیانیست حرفه‌ای و هومر وکیل دادگستری بود، اما دو برادر به دلیل ابتلا به اختلال وسواس فکری عملی، به گوشه‌نشینی و زباله‌جمع‌کنی روی آوردند. آب و برقشان به علت نپرداختن بدهی‌های عقب‌افتاده قطع شد و رفته رفته وضع سلامت‌شان هم رو به وخامت گذاشت. هومر بر اثر ابتلا به بیماری نابینا شد و لنگلی مجبور شد به تنهایی در خیابان‌ها آشغال جمع کند.
رفته رفته، خانه‌شان از وسایل کهنه و خرت وپرت پر شد، تا جایی که پلیس پس از ورود به منزلشان و در بررسی از ساختمان به ۱۴ پیانو، ۱۲۰ تن زباله و ۲۵هزار جلد کتاب و ده‌ها هزار نسخه روزنامه برخورد.
برادران کولیر که مبتلا به نوعی اختلال روانی بودند، از ترس ورود سارقان و دزدها و برای آن‌که کسی به حریم خانه‌شان وارد نشود، در خانه‌شان تله‌های انفجاری کار گذاشته بودند.
خانهٔ برادران کولیر در خیابان پنجم که به «خانهٔ قهوه‌ای» شهرت داشت، تخریب و آن مکان به یادشان، به پارک عمومی کوچکی تبدیل شده است.

## در فرهنگ عمومی
- کتاب هومر و لنگلی نوشتهٔ ئی. ال. دکتروف.[۵]